# Rubicon Trail

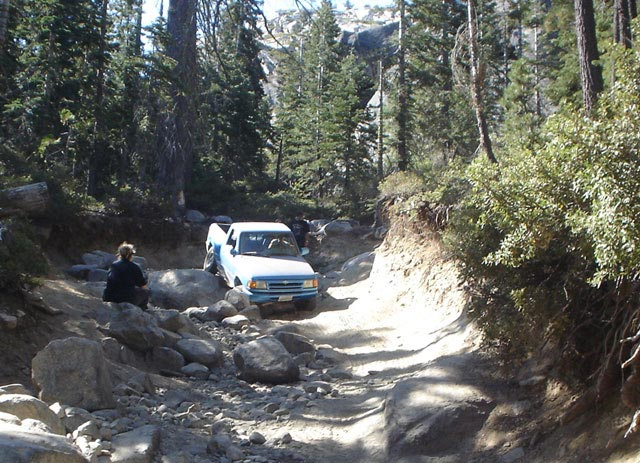
Rubicon Trail Bigsluice

Rubicon Trail é uma rota de 22 milhas de extensão (cerca de 35,4 km), sendo que grande parte dela é off-road, localizada na Serra Nevada, no oeste dos Estados Unidos, a oeste de Lake Tahoe e cerca de 80 milhas (130 km) a leste de Sacramento.
De terreno bastante ruim e acidentado, formado por passagens estreitas, buracos enlameados e escaladas e descidas sobre pedras aparentemente intransponíveis, a Rubicon Trail é considerada a trilha mais difícil do mundo, classificada com a nota 10 de grau de dificuldade numa escala que vai de 1 a 10, sendo um desafio para qualquer amante do off-road. Originalmente, essa trilha era usada pelos indígenas para fazer comércio e, em meados do Século XIX, a rota passou a receber diligências do Exército americano. Mas apenas em 1908 o primeiro veículo motorizado completou o caminho. A velocidade média dos carros não costuma passar de 8 km/h e só os pilotos habilidosos conseguem transpor os obstáculos sem colocar em risco a integridade do veículo e de si mesmos.
Em 1999, a Jeep lançou no mercado uma nova versão de seu Jeep Cherokee, apelidado de Rubicon. Ele recebeu este nome em homenagem a esta trilha.

## Jeepers Jamboree
Todo ano, entre a última semana de julho e a primeira de agosto, milhares de adeptos do off-road participam da chamada Jeepers Jamboree, que é uma espécie competição que reúne os amantes de aventuras "off-road".
A história da Jeepers Jamboree remete a 1952, quando um grupo de aficionados por off-road da cidade de Georgetown resolveu promover uma expedição para cruzar a região. Um ano depois, eles conseguiram completar as adaptações e transformações dos veículos e, em agosto de 1953, 55 jipes e 155 pessoas fizeram a primeira travessia em grupo da Rubicon Trail.